# 第18回全国中等学校蹴球選手権大会
第18回全国中等学校蹴球選手権大会（だい18かいぜんこくちゅうとうがっこうしゅうきゅうせんしゅけんたいかい）は、大阪毎日新聞主催により1937年1月に南甲子園運動場で開催された全国中等学校蹴球選手権大会である。

## 参加チーム
- 函館師範(北海道・2年連続5回目)
- 仙台二中(宮城・初出場)
- 埼玉師範(埼玉・3年ぶり4回目)
- 府八中(東京・初出場)
- 韮崎中(山梨・2年連続2回目)
- 富山師範(富山・2年連続9回目)
- 岐阜師範(岐阜・3年ぶり2回目)
- 京都師範(京都・3年ぶり16回目)
- 堺中(大阪・5年ぶり10回目)
- 関西学院中(兵庫・12年ぶり5回目)
- 広島一中(広島・2年連続8回目)
- 高松中(香川・初出場)
- 海星中(長崎・初出場)
- 熊本師範(熊本・初出場)

## 試合結果

### 1回戦
- 岐阜師範 9 - 3 堺中
- 海星中 4 - 2 熊本師範
- 埼玉師範 9 - 0 府八中
- 韮崎中 8 - 1 仙台二中
- 京都師範 4 - 3 関西学院中
- 広島一中 12 - 2 富山師範

### 準々決勝
- 海星中 9 - 1 高松中
- 広島一中 5 - 0 函館師範
- 韮崎中 2 - 1 京都師範
- 埼玉師範 5 - 4 岐阜師範（延長）

### 準決勝
- 広島一中 4 - 0 海星中
- 韮崎中 5 - 2 埼玉師範

### 決勝
- 広島一中 5 – 3 韮崎中